# ACS Award for Creative Invention
Der ACS Award for Creative Invention wird seit 1968 jährlich von der American Chemical Society (ACS) an Erfinder auf den Gebieten Chemie und/oder Chemieingenieurwesen vergeben, die mit ihren Erfindungen zum „materiellen Wohlstand und Glück der Menschen“ beigetragen haben. Unter den Preisträgern sind mehrere Nobelpreisträger für Chemie. Der Preis ist (Stand 2018) mit 5.000 US-Dollar dotiert.

## Preisträger
- 1968 William G. Pfann
- 1969 J. Paul Hogan
- 1970 Gordon K. Teal
- 1971 S. Donald Stookey
- 1972 H. Tracy Hall
- 1973 Carl Djerassi
- 1974 Charles C. Price
- 1975 James D. Idol, Jr.
- 1976 Manuel M. Baizer
- 1977 Herman A. Bruson
- 1978 LeGrand G. Van Uitert
- 1979 Leo H. Sternbach
- 1980 Stephanie L. Kwolek
- 1981 Roy L. Pruett
- 1982 William S. Knowles
- 1983 O. A. Battista
- 1984 Edwin P. Plueddemann
- 1985 Ralph Milkovich
- 1986 Alfred Marzocchi
- 1987 Robert M. Morin
- 1988 Samuel Smith
- 1989 George Levitt
- 1990 C. F. Hammer
- 1991 Frederick J. Karol
- 1992 David W. Cushman und Miguel A. Ondetti
- 1993 Albert A. Carr
- 1994 Howard W. Jacobson
- 1995 Marinus Los
- 1996 Lothar H. Brixner
- 1997 Rangaswamy Srinivasan
- 1998 Spencer F. Silver
- 1999 Bruce D. Dorsey, James P. Guare, Jr., M. Katharine Holloway, Randall W. Hungate und  Joseph P. Vacca
- 2000 Tamotsu Imai
- 2001 John D. Baldeschwieler
- 2002 Roger Y. Tsien
- 2003 Bruce D. Roth
- 2004 Andrew J. Ouderkirk
- 2005 Joseph M. DeSimone
- 2006 Alan Davison
- 2007 Bruce Ganem
- 2008 Adam Heller
- 2009 Robert H. Grubbs
- 2010 David Walt
- 2011 Jeffrey C. Bricker
- 2012 Chad A. Mirkin
- 2013 Timothy M. Swager
- 2014 Marvin H. Caruthers
- 2015 Jotham W. Coe
- 2016 Antonio Facchetti
- 2017 Richard B. Silverman
- 2018 Robert S. Kania
- 2019 Jonathan L. Vennerstrom
- 2020 Anil Kumar
- 2021 Scott R. Culler
- 2022 Ted W. Johnson
- 2023 Younan Xia
- 2024 Mary L. Disis
- 2025 Valery V. Fokin[1]
- 2026 David R. Liu[2]